# Kisomor
Kisomor románul: Rovinița Mică, falu Romániában, a Bánságban, Temes megyében.

## Fekvése
Dentától keletre fekvő település.

## Története
Omor 1895-ben alapított falu.
1921-ben Kisomor, 1921-ben Omorul Mic, 1964-ben Roviniţa Mică.
1964-ben Denta község faluja.